# Barbro Sundback
Barbro Carol Sundback (* 22. Dezember 1945) ist eine ehemalige finnische (åländische) Politikerin.

## Werdegang
Sundback studierte Politikwissenschaft und graduierte 1972 als Master of Science. 1979 wurde sie als Vertreterin von Ålands Sozialdemokraten ins Regionalparlament Lagting gewählt, dort saß sie bis zur Parlamentswahl in Åland 2015, bei der sie nicht mehr kandidierte. Dabei war sie mehrmals Spitzenkandidatin ihrer Partei, die regelmäßig in der Opposition blieb. Ab 2004 war sie dabei stellvertretende Parlamentspräsidentin, im folgenden Jahr rückte sie – ihre Partei war unter Roger Nordlund an der Regierung beteiligt – für die folgenden zwei Jahre zur Parlamentspräsidentin auf. Parallel zu ihrer Tätigkeit im Regionalparlament saß sie auch im Stadtrat von Mariehamn, mehrere Kandidaturen für das Finnische Parlament verliefen jeweils erfolglos.
Bis 2009 war Sundback Vorsitzende der Ålands Sozialdemokraten, anschließend übergab sie das Amt an Camilla Gunell. Diese war auch ab der Parlamentswahl in Åland 2011 Spitzenkandidatin.
1992 gründete Sundback das Friedensinstitut Åland, dem sie bis 2017 vorsaß. Bereits zuvor hatte sie sich in der Friedensbewegung engagiert, zudem war sie für weitere NGOs wie beispielsweise Emmaus aktiv.
2005 gehörte Sundback zu den 1000 Frauen, die von PeaceWomen Across the Globe für den Friedensnobelpreis nominiert wurden.